# خوسيه فيليكس
خوسيه فيليكس (بالإسبانية: José Félix)‏ هو لاعب كرة قاعدة مكسيكي، ولد في 28 يونيو 1988 في Guasave ‏ في المكسيك.

## وصلات خارجية
- خوسيه فيليكس على موقعبيزبول رفرنس.كوم (الدوري الثانوي) (الإنجليزية)